# Rosario Castellanos
Rosario Castellanos Figueroa (phát âm tiếng Tây Ban Nha: [roˈsaɾjo kasteˈʝanos]; 25 tháng 5 năm 1925 – 7 tháng 8 năm 1974) là một nhà thơ và nhà văn người Mexico. Cùng với các nhà thơ khác thuộc thế hệ năm 1950 (các nhà thơ viết sau Thế chiến thứ 2, ảnh hưởng bởi César Vallejoavànmột số người khác shcô là một trong những tiếng nói văn chương quan trọng nhất của Mexico vào thế kỷ trước.

## Công việc và ảnh hưởng

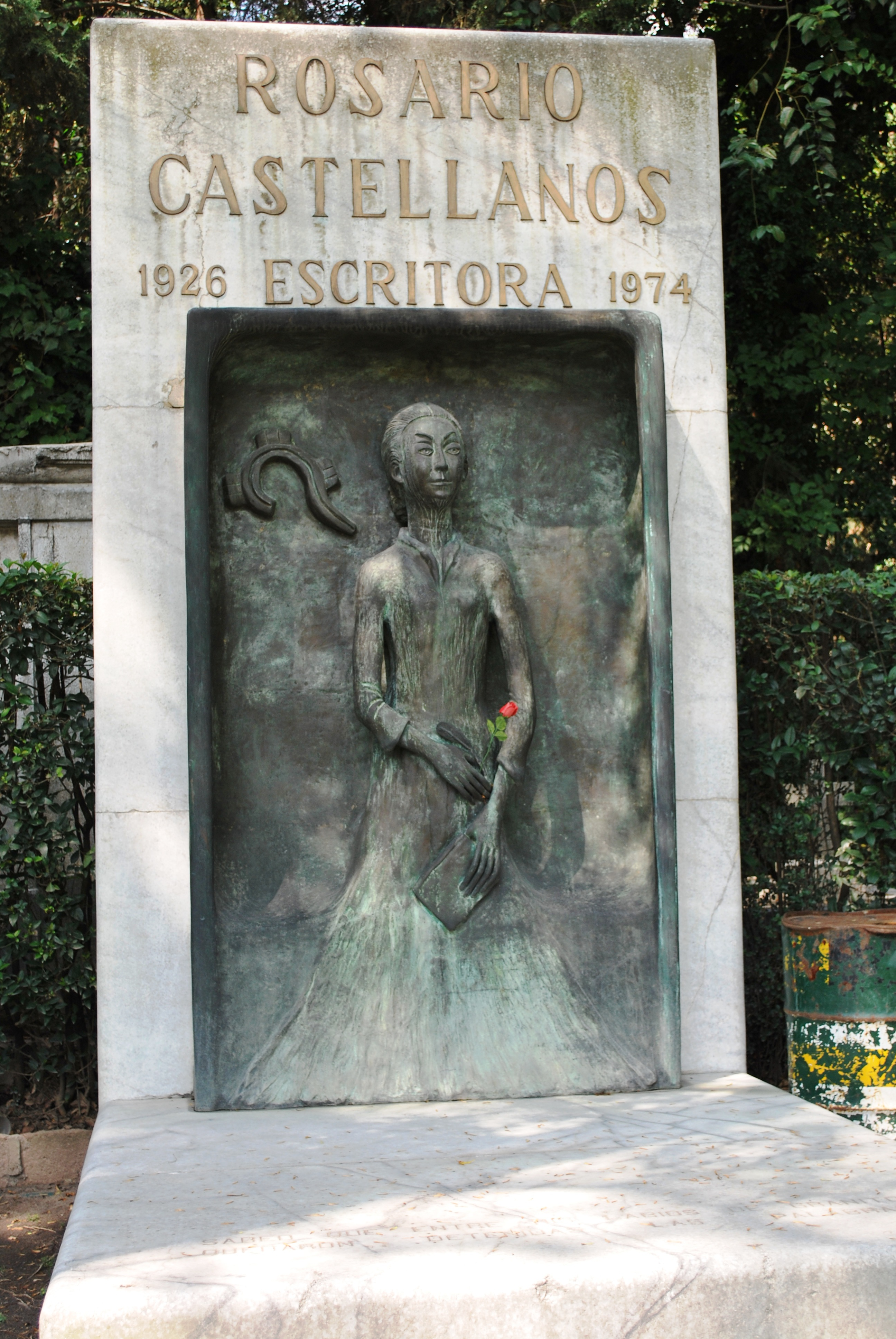
Mộ của Rosario Castellanos

## Một số tác phẩm
- Balún-Canán Fondo de Cultura Economica, 1957; 2007, ISBN 9789681683030
- Poemas (1953–1955), Colección Metáfora, 1957
- Ciudad Real: Cuentos, 1960; Penguin Random House Grupo Editorial México, 2007, ISBN 9786071108654
- Oficio de tinieblas 1962; 2013, Grupo Planeta – México, ISBN 978-607-07-1659-1
- Álbum de familia (1971)
- Poesía no eres tú; Obra poética: 1948–1971 1972; Fondo de Cultura Economica, 2004, ISBN 9789681671174
- Mujer que sabe latín... 1973; Fondo de Cultura Economica, 2003, ISBN 9789681671167
- El eterno femenino: Farsa 1973; Fondo de Cultura Economica, 2012, ISBN 9786071610829
- Bella dama sin piedad y otros poemas, Fondo de Cultura Económica, 1984, ISBN 9789681617332
- Los convidados de agosto. Ediciones Era. 1964. ISBN 978-968-411-203-2.
- Declaración de fe Penguin Random House Grupo Editorial México, 2012, ISBN 9786071119339
- La muerte del tigre SEP, 198?
- Cartas a Ricardo (1994)
- Rito de iniciación 1996; 2012, Penguin Random House Grupo Editorial México, ISBN 978-607-11-1935-3
- Sobre cultura femenina. Fondo de Cultura Económica. 2005. ISBN 978-968-16-7465-6.

## Các bản dịch tiếng Anh
- The Nine Guardians: a Novel, Readers International, 1992, ISBN 9780930523909, Translator Irene Nicholson
- The Book of Lamentations. Translator Esther Allen. Penguin Books. 1998. ISBN 978-0-14-118003-8.Quản lý CS1: khác (liên kết) (Oficio de tinieblas)
- A Rosario Castellanos Reader: An Anthology of Her Poetry, Short Fiction, Essays and Drama. Maureen Ahern. University of Texas Press. ngày 28 tháng 6 năm 2010. tr. 1–. ISBN 978-0-292-78989-0.Quản lý CS1: khác (liên kết)
- City of Kings, Translated by Robert S. Rudder, Gloria Chacón de Arjona, Latin American Literary Review Press, 1993, ISBN 9780935480634
- http://www.revistatemporales.com/2014/03/18/rosario-castellanos-cartas-ricardo/